# 安藤豊禄
安藤 豊禄（あんどう とよろく、1897年1月18日 - 1990年2月26日）は、日本の経営者。小野田セメント社長を務めた。大分県出身。

## 経歴・人物
1921年に東京帝国大学工学部応用化学科を卒業し、同年に小野田セメントに入社した。1944年に取締役に就任し、1947年に専務を経て、1948年から社長に就任。1966年に取締役相談役を経て、1975年に相談役に就任した。
1990年2月26日心不全のために死去。93歳没。

## 栄誉
- 藍綬褒章(1960年)
- 勲二等瑞宝章(1969年)
- 大韓民国修交勲章(1972年)
- 勲一等瑞宝章(1979年)